# Mario Hermoso
Mario Hermoso Canseco (ur. 18 czerwca 1995 w Madrycie) – hiszpański piłkarz, występujący na pozycji obrońcy. W latach 2018-2019 reprezentant Hiszpanii.

## Życiorys
Jest wychowankiem Realu Madryt. W latach 2002–2005 trenował w EF Concepción. W 2015 roku dołączył do zespołu Real Madryt Castilla. Od 16 lipca 2015 do 30 czerwca 2016 przebywał na wypożyczeniu w Realu Valladolid. W rozgrywkach Segunda División zagrał po raz pierwszy 22 sierpnia 2015 w przegranym 0:1 spotkaniu z Córdobą CF. 12 lipca 2017 odszedł za 12,5 miliona euro do RCD Espanyol. 9 września 2017 zadebiutował w Primera División – miało to miejsce w przegranym 0:5 meczu derbowym z FC Barcelona. 18 lipca 2019 został piłkarzem Atlético Madryt. Kwota transferu wyniosła 25 milionów euro.
W reprezentacji Hiszpanii zadebiutował 18 listopada 2018 w wygranym 1:0 meczu z Bośnią i Hercegowiną.